# 老街駅
老街駅（ろうがいえき）は中華人民共和国深圳市羅湖区に位置する深圳地下鉄1号線（羅宝線）及び3号線（竜崗線）の駅。

## 駅構造
1号線（羅宝線）機場東方面行と3号線（竜崗線）益田方面行ホームが地下3階、1号線羅湖方面行と3号線双竜方面行ホームが地下4階にあり、赤坂見附駅に類似した配線になっている。それぞれのホームが島式ホームになっているため、対面乗り換えが可能である。
1号線の開業時は南側のホームを供用していたが、当駅周辺は建築物が密集していたためにホームが比較的狭く、形状も整然としていなかった。3号線の開通に伴い、当駅で1号線と3号線で対面乗り換えできるように、新ホームが供用を開始した。これにより、開業当初からあった1号線南側のホームは供用を停止している。

### のりば
| 階層    | のりば | 路線             | 行先       |
| ------- | ------ | ---------------- | ---------- |
| 地下3階 | 2      | ■3号線（竜崗線） | 益田方面   |
| 地下3階 | 3      | ■1号線（羅宝線） | 機場東方面 |
| 地下4階 | 1      | ■3号線（竜崗線） | 双竜方面   |
| 地下4階 | 4      | ■1号線（羅宝線） | 羅湖方面   |

## 駅周辺
この駅の周辺が、東門商業区（別名、東門步行街・東門老街・東門町）と呼ばれる深圳の繁華街である。古くから深圳墟と呼ばれる墟市（定期市の建つ町）があった場所であり、深圳駅ができると香港との国境の町として栄えるようになった。経済特区となって以来都市化した地域に対し、古くからの町であるため「老街」と呼ばれている。
- 東門歩行街
- 人民医院

## 歴史
- 2004年12月28日 - 1号線（羅宝線）開業。
- 2011年6月22日 - 3号線（竜崗線）開業。

## 隣の駅
深圳地下鉄
■1号線（羅宝線）
大劇院駅 - 老街駅 - 国貿駅
■3号線（竜崗線）
曬布駅 - 老街駅 - 紅嶺駅